# Adirondack Flames
Adirondack Flames byl profesionální americký klub ledního hokeje, který sídlil v Glens Falls ve státě New York. Své domácí zápasy hráli "Ohně" v tamní aréně Glens Falls Civic Center. Klub působil v soutěži v sezoně 2014/15 jako záložní tým klubu NHL Calgary Flames. V soutěži nahradil celek Abbotsford Heat (2009-2014) a v roce 2015 jej vystřídal nový klub Stockton Heat.

## Historie hokeje ve městě
V aréně Flames nahradili mužstvo Adirondack Phantoms, které rovněž hrálo AHL v letech 2009-2014, poté byl klub přestěhován a působí jako Lehigh Valley Phantoms. Na stejném stadionu hrál AHL v letech 1979-1999 i klub Adirondack Red Wings – čtyřnásobný držitel Calder Cupu. Od roku 2015 se bude v Adirondacku hrát ECHL, název mužstva bude Adirondack Thunder.

## Výsledky

### Základní část
Zdroj: 
| Sezona  | Zápasy | Výhry | Prohry | Prohry(pr.) | Prohry(s.n.) | Body | Góly vstřelené | Góly inkasované | Umístění v divizi |
| ------- | ------ | ----- | ------ | ----------- | ------------ | ---- | -------------- | --------------- | ----------------- |
| 2014/15 | 76     | 35    | 33     | 6           | 2            | 78   | 233            | 240             | 4. v Severní      |

### Play-off
bez účasti

## Klubové rekordy v ročníku 2014/15
Góly: 20, David Wolf
Asistence: 28, Kenneth Agostino
Body: 43, Kenneth Agostino
Trestné minuty: 168, David Wolf
Čistá konta: 4, Joni Ortio
Vychytaná vítězství: 21, Joni Ortio
Odehrané zápasy: 72, Garnet Hathaway